# Baure
Das Baure ist eine indigene Sprache, die im bolivianischen Departamento Beni von weniger als hundert Personen gesprochen wird. Wegen der geringen Sprecherzahl wird es als ernsthaft gefährdet eingestuft. Das Baure gehört zum südlichen Zweig der Familie der Arawak-Sprachen.
Die bolivianische Verfassung von 2009 erkennt das Araona als eine offizielle indigene Sprache an.

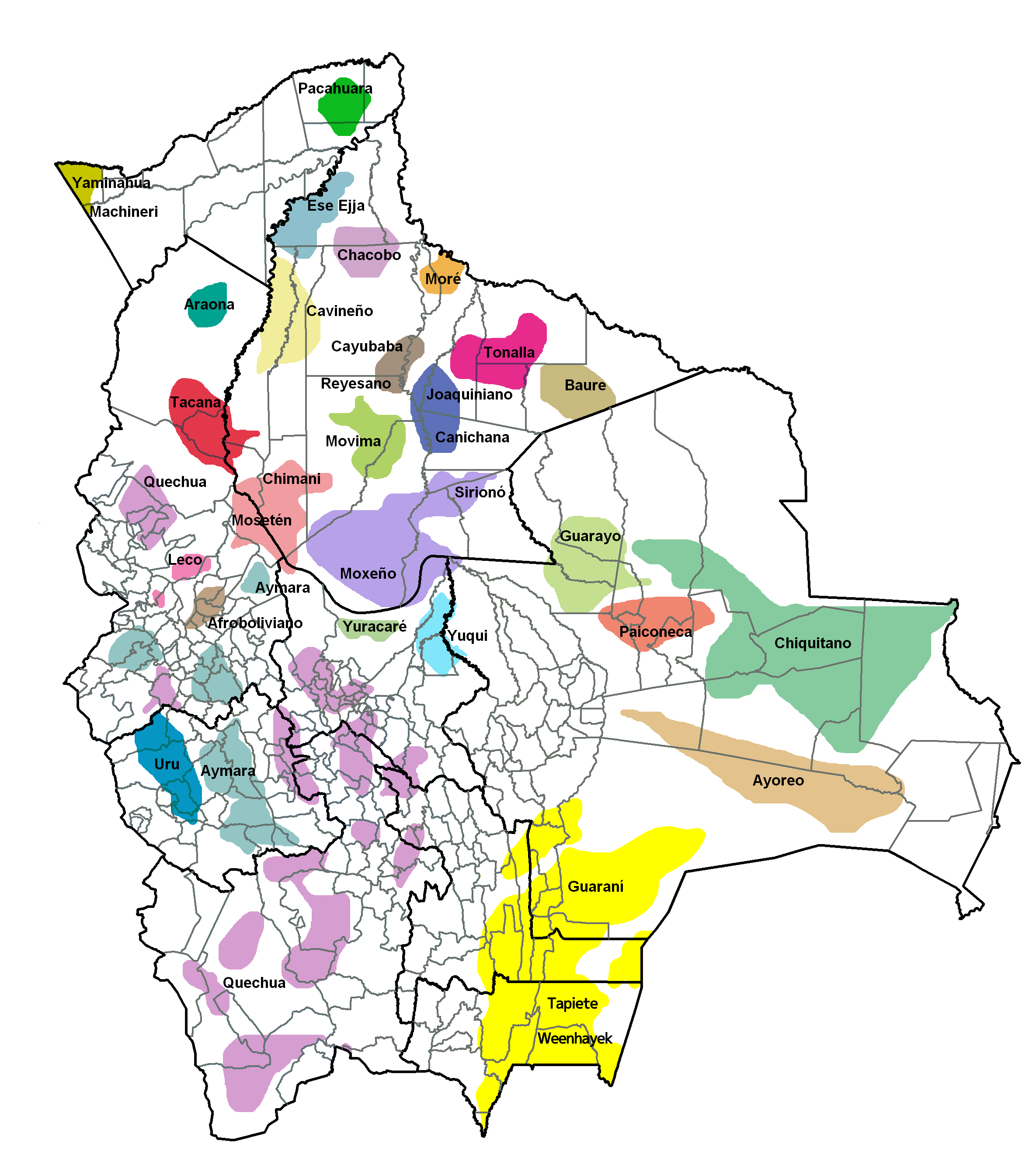

## Aktuelle Situation
Der Ethnie der Baures gehören etwa 3000 bis 5000 Personen an, die in und um die Orte Baures und El Carmen in der Provinz Iténez leben.
Die Anzahl der Sprecher liegt unter 100 und die meisten, die die Sprache fließend beherrschen, wurden vor 1950 geboren. Hinzu kommen einige Hundert Personen, meist vor 1970 geboren, die passive Sprachkenntnisse haben. Die Anzahl der jugendlichen Sprecher ist sehr gering. Alle Sprecher sind zweisprachig, d. h. sie sprechen auch Spanisch.
Im Alltag wird das Baure nur noch in wenigen Kontexten benutzt. Allerdings wurde beobachtet, dass im Zusammenhang mit einer Alphabetisierungskampagne viele Personen die Sprache wieder häufiger im täglichen Leben benutzen und auch bemüht sind, sie gegenüber Jugendlichen zu verwenden.

## Geschichte der Ethnie
In prähispanischer Zeit lebten die Baure zusammen mit einer Vielzahl anderer Völker in der Moxos-Ebene. Die Vorfahren der dortigen Arawak-Völker waren entlang der großen Flüsse aus dem nördlichen Amazonasbecken zugewandert. Ihre Siedlungen befanden sich auf Waldhügeln, die oft von Menschenhand geschaffen waren. Diese erhöht liegenden Waldinseln boten Schutz vor den regelmäßig auftretenden Überschwemmungen in der Regenzeit. Die gesamte Moxos-Ebene wurde in unterschiedlichen Graden von ihren Bewohnern landschaftlich gestaltet und dadurch landwirtschaftlich nutzbar gemacht.
Auf der Suche nach dem mythischen Eldorado gelangten die ersten Europäer im 16. Jahrhundert in die Moxos-Ebene; sie gründeten dort jedoch keine dauerhaften Siedlungen. Gegen Ende des 17. Jahrhunderts wurden erstmal die Baure von den Jesuiten kontaktiert. Sie wurden als sehr kultivierte und hochentwickeltes Volk beschrieben, das Baumwollkleidung trug und in komplex organisierten großen Siedlungen lebte. Die Jesuiten gründeten im Gebiet der Baure eine Reihe von Reduktionen: Befestigte Siedlungen, in denen die Einheimischen zum Zweck der Missionierung zusammengefasst wurden. Die Jesuiten führten auch eine weiterentwickelte Landwirtschaft und Viehzucht ein. Als 1767 die Jesuiten aus Bolivien vertrieben wurden, begann ein allmählicher Verfall des Wohlstands. Es siedelten sich die ersten Europäer an, die vorwiegend Viehzucht betrieben und auf einheimische Arbeitskräfte angewiesen waren.
Ab etwa 1870 brachte dann der Kautschukboom zahlreiche europäischstämmige Zuwanderer in die Moxos-Ebene, die große Teile der einheimischen Bevölkerung versklavten und zur Zwangsarbeit in andere Gebiete verschleppten.
Nach der sog. Nationalen Revolution im Jahr 1952 verfolgte die Regierung einen Kurs der Integration. Die Indigenen sollten mit der übrigen Bevölkerung gleichgestellt und auch am öffentlichen Schulsystem teilhaben. Diese öffentlichen Schulen trugen dazu bei, dass die indigene Bevölkerung zunächst Spanisch lernte und letztlich vielfach die eigenen Sprachen aufgab.

## Klassifikation
Das Baure gehört zum südlichen Zweig der Arawak-Sprachen, die in großen Teilen Südamerikas, besonders aber im Küstengebiet der Karibik und im westlichen Amazonasbecken gesprochen werden. Sie ist eng verwandt mit den Mojos-Sprachen Trinitario und Ignaciano. Ein Unterschied zu diesen Sprachen besteht im Verlust der Vokale am Wortende.

## Lautlehre (Phonologie)
Das Baure kennt 14 Konsonanten einschließlich des glottalen Verschlusslauts, dessen Phonemstatus noch ungeklärt ist. Außerdem gibt es vier Allophone, die in der Tabelle in Klammern aufgeführt werden.
|           |          | Bilabial | Labiodental | Alveolar | Postalveolar | Palatal | Velar | Glotal |
| Plosiv    | stimmlos | p        |             | t        |              |         | k     | (ʔ)    |
| Plosiv    | sonoras  | (b)      |             | (d)      |              |         | (g)   |        |
| Affrikate | stimmlos |          |             |          | tʃ           |         |       |        |
| Affrikate | sonora   |          |             |          | dʒ           |         |       |        |
| Frikativ  | stimmlos |          |             | s        | ʃ            |         |       | h      |
| Frikativ  | sonora   |          | v           |          |              |         |       |        |
| Nasal     |          | m        |             | n        |              |         |       |        |
| Vibrant   |          |          |             |          | r            |         |       |        |
| Halbvokal |          | w        |             |          |              | j       |       |        |

Das Baure verfügt über vier Vokale und kennt keine Unterscheidung nach Länge oder Nasalisierung: /i/, /e/, /o/ und /a/. Das /o/ wird, vor allem in Kombination mit dem Halbvokal /w/, häufig als [u] realisiert.